# Gnaeus Cornelius Scipio Calvus
Gnaeus Cornelius Scipio Calvus († 211 v. Chr.) war ein römischer Feldherr und Staatsmann.
Gnaeus war ein Sohn Lucius Cornelius Scipios und der Bruder Publius Cornelius Scipios. Er war im Jahr 222 v. Chr. Konsul und kämpfte im Zweiten Punischen Krieg ab 218 v. Chr. auf der iberischen Halbinsel. Noch 218 v. Chr. gelang ihm in der Schlacht von Cissa ein Sieg über den punischen Feldherrn Hanno und den Häuptling des iberischen Stamms der Ilergeten, Indibilis, die beide in seine Gefangenschaft gerieten. Gnaeus Cornelius Scipio wurde im Jahr 211 v. Chr. in der Schlacht von Ilorci getötet.